# Patri Guijarro
Patricia Guijarro Gutiérrez (Palma de Mallorca, Islas Baleares, 17 de mayo de 1998), más conocida como Patri Guijarro, es una futbolista española. Juega como centrocampista y su equipo actual es el F. C. Barcelona de la Primera División Femenina de España. También participa como embajadora en la Queens League con el equipo Xbuyer F. C.

## Biografía
Nacida en Palma el 17 de mayo de 1998, Guijarro empezó a jugar al fútbol con su padre cuando era muy pequeña. Con siete años se apuntó a jugar en el equipo del colegio con sus amigos. Con 14 años fichó por el U. D. Collerense donde empezó jugando en categorías inferiores hasta llegar al primer equipo.
Cursó hasta 3.º ESO en el IES Ses Estacions de Palma y acabó la educación secundaria en el Institut de Tecnificació Esportiva de les Illes Balears.
Con tan solo 17 años el Barcelona le llamó para que se incorporase a sus filas y Guijarro se mudó a la ciudad Condal. Estudió Bachillerato en La Masia, siendo la primera jugadora del primer equipo de fútbol femenino en hacerlo. Tras graduarse, empezó a estudiar la carrera de fisioterapia.

## Trayectoria

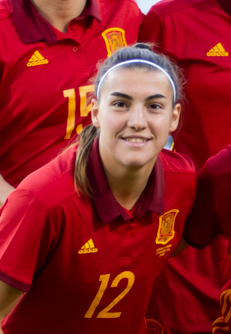
Imagen de Patricia Guijarro en la selección española de fútbol femenino.

### U. D. Collerense
Tras jugar en el F. C. Patronato de Palma, fichó por el U. D. Collerense donde jugó en categorías inferiores hasta 2014, cuando dio el salto al primer equipo. Esa fue la primera vez que jugó en un equipo de chicas. Con tan solo 15 años debutó en primera división tras ser pieza clave en el ascenso del club balear a primera en su primera temporada jugando en un equipo femenino. Con 16 años fue líder del equipo en su primera temporada en Primera División.
Durante su estancia en el equipo balear, Guijarro se convirtió en una habitual en las convocatorias de la selección española de categorías inferiores. La mallorquina jugó tres temporadas en el Collerense hasta que recibió una oferta para fichar por el F. C. Barcelona en 2015.

### F. C. Barcelona

#### Temporada 2015-2016
Con 17 años, el entonces entrenador del Barcelona, Xavi Llorens llamó a su puerta para que se incorporase al equipo azulgrana tras verla jugar en el Collerense. Guijarro firmó por tres temporadas, hasta junio de 2018. El año de su llegada a Barcelona coincidió con la profesionalización del fútbol femenino en la entidad azulgrana, que se convirtió así en el primer club español en serlo. Con 17 años debutó en el primer equipo del Barcelona siendo una de las jugadoras más jóvenes de la historia en hacerlo.

#### Temporada 2016-2017
En su segunda temporada en Barcelona, Guijarro ganó su primer gran título como azulgrana; la Copa de la Reina que ganaron al Atlético de Madrid en la final que terminó con el resultado de 4 goles a 1. Además, junto al resto de sus compañeras consiguió clasificarse para jugar las semifinales de la Liga de campeones, siendo la primera vez que un equipo español lo lograba.

#### Temporada 2017-2018
Su tercera temporada en el club fue la de su consolidación en el equipo. Guijarro jugó 25 partidos y marcó 9 goles en Liga, siendo su mejor registro hasta la fecha. En cuanto al equipo, las azulgrana terminaron la Liga en segunda posición por detrás del Atlético de Madrid y fueron campeonas de la Copa de la Reina de ese año tras superar en la final al Atlético de Madrid con un gol en la prórroga.
En junio de 2018 el club anunció la ampliación de su contrato hasta 2021.

#### Temporada 2018-2019
A principios de año sufrió una lesión que la mantuvo meses fuera de la competición. Tras diversas pruebas, los servicios médicos del club comunicaron que la futbolista tenía un ganglión en el pie derecho que la obligaría a pasar por el quirófano. Tras ser operada con éxito en febrero, la lesión se complicó debido a una infección de la herida y en abril tuvo que volver a operarse.
A pesar de perderse gran parte de la segunda mitad de la temporada debido a dicha lesión, Guijarro pudo disputar los últimos partidos de la temporada con el equipo. Las azulgrana fueron subcampeonas de España por detrás del Atlético de Madrid y consiguieron llegar por primera vez en la historia a una final de la Liga de Campeones, que perdieron frente al Olympique de Lyon francés. Guijarro recibió el alta médica el día antes de la final pero no disputó ningún minuto.

#### Temporada 2019-2020
Con tan solo 21 años, Guijarro fue elegida como una de las capitanas del equipo al inicio de la temporada. En febrero se disputó por primera vez en la historia la Supercopa de España femenina. En la final disputada contra la Real Sociedad las azulgranas vencieron por un contundente 10-1 y ganaron así el primer título de la temporada. En mayo de 2020 el equipo de Lluís Cortés se proclamó campeón de la Liga Iberdrola a falta de ocho jornadas por disputar debido a la suspensión de la competición doméstica a causa de la pandemia por la Covid-19. Guijarro disputó 18 partidos y marcó ocho goles.
También la Copa de la Reina fue aplazada a causa de la pandemia y el tramo final de dicha competición se jugó en febrero de 2021. Las azulgranas se enfrentaron en la final al Escuela de Fútbol Logroño en el estadio de la Rosaleda de Málaga donde ganaron por 3 a 0. En cuanto a la competición europea, el equipo cayó eliminado en semifinales frente al Wolfsburgo.

#### Temporada 2020-2021
Guijarro empezó su sexta temporada en la entidad azulgrana haciendo historia. Fue la primera en marcar un gol en el primer Clásico femenino de la historia; en el partido correspondiente a la primera jornada de Liga que se disputó en la Ciudad Deportiva de Valdebebas y que terminó con victoria azulgrana por 0-4. Además ese fue el partido número 100 en el que la balear defendía la camiseta del Barcelona desde que llegó en 2015. Tras una temporada prácticamente perfecta, el equipo se proclamó campeón de Liga a falta de ocho jornadas por disputar el 9 de mayo.
A principios de enero de 2021 se disputó la Supercopa de España en formato final a 4. El conjunto dirigido por Cortés cayó eliminado en semifinales por el Atlético de Madrid en la tanda de penales. En enero de 2021 el club azulgrana anunció la renovación del contrato de la mallorquina hasta 2024.
En marzo de 2021 el equipo se clasificó para jugar las semifinales de la Liga de Campeones tras eliminar en eliminatoria al Manchester City. Guijarro no pudo jugar el primer partido de la eliminatoria de semifinales ante el Paris Saint-Germain debido a una sanción por acumulación de tarjetas. En abril, abandonó la concentración de la selección española debido a una lesión en la musculatura abdominal que la mantuvo apartada de los terrenos de juego dos semanas. El 2 de mayo el equipo se clasificó para la segunda final de la Liga de Campeones de su historia tras derrotar al PSG en el partido de vuelta disputado en el estadio Johan Cruyff. El Barcelona jugó la final el 16 de mayo de 2021 en la ciudad sueca de Gotemburgo ante el Chelsea, campeón de la liga inglesa. Guijarro jugó como central debido a la sanción de su compañera Andrea Pereira. Las azulgrana ganaron la final imponiéndose a las británicas por un contundente 0-4 y coronándose así campeonas de Europa por primera vez en su historia.
A finales de mayo se disputó en el estadio Municipal de Butarque la final a cuatro de la Copa de la Reina. En semifinales, el Barcelona se enfrentó al Madrid CFF al que ganó por un contundente 4-0. En la final se enfrentaron al Levante entrenado por María Pry, que había eliminado en semifinales al Atlético de Madrid. El 30 de mayo el equipo se proclamó campeón tras derrotar a las alacantinas por 4 goles a 2 y culminando así un triplete histórico para el club y para el fútbol femenino español.
Guijarro terminó la temporada habiendo sido una pieza clave en el esquema del técnico Lluís Cortés. Participó en 29 partidos de Liga, 3 de Copa de la Reina y 7 de Liga de Campeones y anotó 9 dianas. 

## Estadísticas

### Clubes
Actualizado al último partido disputado el 7 de junio de 2025.
| Club                      | Temporada     | Div           | Liga  | Liga  | Liga   | Copa  | Copa  | Copa   | Internacional | Internacional | Internacional | Otros | Otros | Otros  | Total | Total | Total  | Media goleadora |
| Club                      | Temporada     | Div           | Part. | Goles | Asist. | Part. | Goles | Asist. | Part.         | Goles         | Asist.        | Part. | Goles | Asist. | Part. | Goles | Asist. | Media goleadora |
| ------------------------- | ------------- | ------------- | ----- | ----- | ------ | ----- | ----- | ------ | ------------- | ------------- | ------------- | ----- | ----- | ------ | ----- | ----- | ------ | --------------- |
| U. D. Collerense · España | 2013-14       | 1.ª           | 22    | 3     | -      | -     | -     | -      | -             | -             | -             | -     | -     | -      | 22    | 3     | 0      | 0.14            |
| U. D. Collerense · España | 2014-15       | 1.ª           | 29    | 4     | -      | -     | -     | -      | -             | -             | -             | -     | -     | -      | 29    | 4     | 0      | 0.14            |
| U. D. Collerense · España | Total         | Total         | 51    | 7     | +0     | 0     | 0     | 0      | 0             | 0             | 0             | 0     | 0     | 0      | 51    | 7     | +0     | 0.14            |
| F. C. Barcelona · España  | 2015-16       | 1.ª           | 23    | 6     | -      | 3     | 1     | -      | 5             | 0             | -             | 2     | 2     | 0      | 33    | 9     | 0      | 0.27            |
| F. C. Barcelona · España  | 2016-17       | 1.ª           | 20    | 2     | -      | 2     | 0     | 0      | 5             | 0             | 0             | 2     | 0     | 0      | 29    | 2     | 0      | 0.07            |
| F. C. Barcelona · España  | 2017-18       | 1.ª           | 25    | 9     | 4      | 4     | 0     | 0      | 6             | 1             | 0             | 2     | 1     | 0      | 37    | 11    | 4      | 0.67            |
| F. C. Barcelona · España  | 2018-19       | 1.ª           | 14    | 4     | 1      | 1     | 0     | 0      | 3             | 2             | 1             | 0     | 0     | 0      | 18    | 6     | 2      | 0.33            |
| F. C. Barcelona · España  | 2019-20       | 1.ª           | 18    | 2     | 0      | 4     | 1     | 1      | 5             | 1             | 0             | 4     | 1     | 0      | 31    | 5     | 1      | 0.16            |
| F. C. Barcelona · España  | 2020-21       | 1.ª           | 29    | 8     | 1      | 3     | 1     | 0      | 7             | 0             | 0             | 1     | 0     | 0      | 40    | 9     | 1      | 0.25            |
| F. C. Barcelona · España  | 2021-22       | 1.ª           | 25    | 4     | 9      | 3     | 0     | 1      | 8             | 0             | 3             | 2     | 0     | 0      | 38    | 4     | 13     | 0.11            |
| F. C. Barcelona · España  | 2022-23       | 1.ª           | 28    | 3     | 8      | 0     | 0     | 0      | 10            | 4             | 2             | 2     | 0     | 0      | 40    | 7     | 10     | 0.18            |
| F. C. Barcelona · España  | 2023-24       | 1.ª           | 23    | 5     | 5      | 5     | 1     | 2      | 10            | 4             | 2             | 2     | 0     | 0      | 40    | 10    | 9      | 0.25            |
| F. C. Barcelona · España  | 2024-25       | 1.ª           | 25    | 7     | 8      | 4     | 1     | 1      | 11            | -             | 5             | 2     | 1     | 1      | 42    | 9     | 15     | 0.21            |
| F. C. Barcelona · España  | Total         | Total         | 230   | 50    | 36     | 29    | 5     | 5      | 70            | 12            | 13            | 19    | 5     | 1      | 348   | 72    | 55     | 0.21            |
| Total carrera             | Total carrera | Total carrera | 281   | 57    | +36    | 29    | 5     | 5      | 70            | 12            | 13            | 19    | 5     | 1      | 399   | 80    | +55    | 0.2             |
| 1. 2. 3.                  |               |               |       |       |        |       |       |        |               |               |               |       |       |        |       |       |        |                 |

## Palmarés

### Títulos nacionales
| Título             | Club            | País   | Año  |
| ------------------ | --------------- | ------ | ---- |
| Copa               | F. C. Barcelona | España | 2017 |
| Copa               | F. C. Barcelona | España | 2018 |
| Supercopa          | F. C. Barcelona | España | 2020 |
| Campeonato de Liga | F. C. Barcelona | España | 2020 |
| Copa               | F. C. Barcelona | España | 2020 |
| Campeonato de Liga | F. C. Barcelona | España | 2021 |
| Copa               | F. C. Barcelona | España | 2021 |
| Supercopa          | F. C. Barcelona | España | 2022 |
| Copa               | F. C. Barcelona | España | 2022 |
| Campeonato de Liga | F. C. Barcelona | España | 2022 |
| Supercopa          | F. C. Barcelona | España | 2023 |
| Campeonato de Liga | F. C. Barcelona | España | 2023 |
| Supercopa          | F. C. Barcelona | España | 2024 |
| Campeonato de Liga | F. C. Barcelona | España | 2024 |
| Copa               | F. C. Barcelona | España | 2024 |
| Supercopa          | F. C. Barcelona | España | 2025 |
| Campeonato de Liga | F. C. Barcelona | España | 2025 |
| Copa               | F. C. Barcelona | España | 2025 |

### Títulos internacionales
| Título            | Equipo          | Sede              | Año  |
| ----------------- | --------------- | ----------------- | ---- |
| Europeo Sub-17    | España sub-17   | Islandia          | 2015 |
| Europeo Sub-19    | España sub-19   | Irlanda del Norte | 2017 |
| Liga de Campeones | F. C. Barcelona | Gotenburgo        | 2021 |
| Liga de Campeones | F. C. Barcelona | Eindhoven         | 2023 |
| Liga de Campeones | F. C. Barcelona | Bilbao            | 2024 |

(*) Incluyendo la Selección

### Campeonatos regionales
| Título        | Club            |          | Año  |
| ------------- | --------------- | -------- | ---- |
| Copa Cataluña | F. C. Barcelona | Cataluña | 2015 |
| Copa Cataluña | F. C. Barcelona | Cataluña | 2016 |
| Copa Cataluña | F. C. Barcelona | Cataluña | 2017 |
| Copa Cataluña | F. C. Barcelona | Cataluña | 2018 |
| Copa Cataluña | F. C. Barcelona | Cataluña | 2019 |

### Distinciones individuales
| Distinción                                                                | Año  |
| ------------------------------------------------------------------------- | ---- |
| Incluida en el Equipo Ideal del Campeonato Europeo Sub-17                 | 2015 |
| Incluida en el Equipo Ideal del Campeonato Europeo Sub-19[cita requerida] | 2016 |
| Incluida en el Equipo Ideal del Campeonato Europeo Sub-19[cita requerida] | 2017 |
| MVP del Campeonato Europeo Sub-19                                         | 2017 |
| Botín de Oro del Campeonato Europeo Sub-19                                | 2017 |
| Balón de Oro del Copa Mundial Femenina de Fútbol Sub-20                   | 2018 |
| Botín de Oro del Copa Mundial Femenina de Fútbol Sub-20                   | 2018 |
| Incluida en el Equipo Ideal del Liga de Campeones de la UEFA              | 2021 |

## Reconocimientos
En 2018, The Guardian la ubicó en el puesto 68 de las 100 mejores futbolistas del año, describiéndola como una de las mejores mediocampistas de Europa.